# Josef Porten
Josef Porten (* 14. Februar 1908 in Krefeld; † 19. Januar 1978 ebenda) war ein deutscher Politiker (CDU).

## Leben und Beruf
Nach dem Besuch der Volksschule und dem Abitur an der Gewerbeschule absolvierte Porten eine Ausbildung zum Bäcker, die er mit der Gesellenprüfung abschloss. Er arbeitete anschließend als Bäcker und bestand 1933 die Meisterprüfung. Seit 1939 war er als selbständiger Bäckermeister in Krefeld tätig. Von 1942 bis 1945 nahm er als Soldat am Zweiten Weltkrieg teil.
Porten war seit 1947 Obermeister der Krefelder Bäcker-Innung und wurde 1963 Landesinnungsmeister des Bäckereihandwerkes in Nordrhein-Westfalen. Seit 1962 zunächst Vorstandsvorsitzender der BÄKO-Bundeszentrale, einem Zusammenschluss der Deutschen Bäcker-Genossenschaften, war er seit 1964 Präsident der BÄKO-Europa. Außerdem fungierte er als stellvertretender Vorsitzender der gewerblichen Berufsgenossenschaft Nahrungsmittel und Gaststätten.

## Partei
Porten trat 1946 in die CDU ein und war stellvertretender Vorsitzender des Mittelstandsausschusses der CDU Rheinland.

## Abgeordneter
Porten war von 1950 bis 1961 Ratsmitglied der Stadt Krefeld. Dem Deutschen Bundestag gehörte er von 1961 bis 1969 an. Er war in beiden Wahlperioden über die Landesliste der CDU Nordrhein-Westfalen ins Parlament eingezogen.